# Jimmy Murphy (football)
Pour les articles homonymes, voir Jimmy Murphy et Murphy.
Jimmy Murphy, né le 8 août 1910 à Pentre (Pays de Galles), mort le 14 novembre 1989 à Manchester (Angleterre), était un footballeur gallois qui évoluait au poste de milieu de terrain à West Bromwich Albion et en équipe du pays de Galles (15 sélections).
En tant qu'assistant manager de Manchester United, il contribue au recrutement et à la formation des légendaires « Busby Babes » qui vont assurer la gloire du club avant d'être victimes, en février 1958, de la catastrophe aérienne de Munich.

Cette même année 1958, il mène - en tant que sélectionneur - l'équipe nationale galloise en quart de finale de la coupe du monde en Suède (défaite 1-0 face aux futurs champions du monde brésiliens, but du tout jeune Pelé à la 66e minute).

## Carrière de joueur
- 1928-1938 : West Bromwich Albion
- 1938 : Swindon Town

## Carrière d'entraineur
- 1958-1964  :  Pays de Galles
- 1958 : Manchester United  (Adjoint)

## Palmarès

### En équipe nationale
- 15 sélections et 0 but avec l'équipe du pays de Galles entre 1933 et 1938.

### Avec West Bromwich Albion
- Vainqueur de la Coupe d'Angleterre de football en 1931.
- Finaliste de la Coupe d'Angleterre de football en 1935.